# Cyphon sulcatipenne
Cyphon sulcatipenne is een keversoort uit de familie moerasweekschilden (Scirtidae). De wetenschappelijke naam van de soort werd in 1936 gepubliceerd door Maurice Pic.